# Кравченко Микола Васильович (більшовик)
Кра́вченко Мико́ла Васи́льович (1886–1918) — київський робітник-друкар, учасник Січневого повстання 1918 року проти Української Центральної Ради та Української Народної Республіки під час наступу військ Радянської Росії.

## Біографія
У січні 1918 року ввійшов до складу Військово-революційного комітету (члени — Андрій Іванов, Олександр Горвіц, Микола Лебедєв, Ісак Крейсберг, Дора Іткінд, Михайло Майоров, Михайло Чорний (Рафаїл), Іван Смирнов, Михайло Реут, Іван Клименко та інші; чималий відсоток складали більшовики), що очолив повстання проти УНР за встановлення радянської влади.
У середині грудня 1918 року брав участь у зборах військової організації підпільного Київського обласного комітету РКП(б)/КП(б)У, що проходили в будинку № 2 на Ярославській вулиці, під час яких був заарештований і згодом загинув.

## Увічнення пам'яті
1928 року на честь Миколи Кравченка було названо вулицю на Лук'янівці (нині — вулиця Вільгельма Котарбінського).
2015 року після прийняття Закону України «Про засудження комуністичного та націонал-соціалістичного (нацистського) тоталітарних режимів в Україні та заборону пропаганди їхньої символіки» прізвище Кравченка Українським інститутом національної пам'яті було включено до списку осіб, чия діяльність підпадає під дію законів про декомунізацію.